# Rhus thyrsiflora
Rhus thyrsiflora es una especie de  planta fanerógama perteneciente a la familia Anacardiaceae. Es un endemismo de Yemen donde se distribuye por Socotra.  Su hábitat natural son los bosques secos subtropicales o  tropicales. 

## Hábitat
Es un componente importante del bosque semicaducifolio, y submontano sobre los escarpes calizos y los bosques semicaducos y siempreverdes del granito de las montañas Haggeher. A una altitud de (220-) 400-1,220 metros, es el árbol más común y dominante sobre grandes áreas de las montañas Haggeher. Sus hojas caen en verano y producen la hoja en invierno, incluso si no hay lluvia. En algunas áreas parece estar casi siempre verde. Frlorece en el invierno y entra en la fruta en el verano. Rhus thyrsiflora tiene una interesante distribución en Soqotra. Es común en las áreas que atraen las nubes bajas y la lluvia, en el Haggeher y la piedra caliza de la NE (Hoq y Hamaderoh) de la isla, pero está ausente de las zonas de alta precipitación en Jebal Ma'alih en el oeste. Sin embargo, existe una pequeña población en la cresta de piedra caliza a distancia hacia arriba en el Heger Shu'ub de Ra. Los pináculos de piedra caliza a lo largo de esta cresta atrapan la niebla y con el apoyo de un pequeño bosque relicto de la perifia de bosques semicaducos en el SW de otra forma seca de la isla. Es interesante que en esta cordillera R. thyrsiflora se produce a tan solo 220 m - su altitud más baja registrada en la isla. Es posible que el largo aislamiento de este refugio remoto ha resultado la causa del hábitat.

## Taxonomía
Rhus thyrsiflora fue descrita por John Hutton Balfour y publicado en Proc. Roy. Soc. Edinburgh 11: 507 1882.
Etimología
Rhus: nombre genérico que deriva de la palabra griega para "rojo", una alusión a los llamativos colores de otoño de algunas especies.
thyrsiflora: epíteto latino que significa "con las flores en un tirso".
Sinonimia
- Toxicodendron thyrsiflorum Kuntze[3]